# Han Zhuo
Han Zhuo was volgens de traditionele Chinese historiografie een usurpator (overweldiger) die koning Xiang, de vijfde heerser van de Xia-dynastie verdreef om vervolgens de macht van hem over te nemen. De Bamboe-annalen, de belangrijkste bron, geven noch de naam van zijn residentie, noch de duur van zijn regering. De lengte van zijn regeerperiode is pas in veel latere tradities vastgelegd op 40 jaar. 

## Usurpatie
Han Zhuo was als generaal in dienst bij Houyi, de legendarische boogschutter en leider van de Youqiong stam, die eerder koning Tai Kang verhinderd had terug te keren naar zijn residentie en vervolgens die hoofdstad bezette. In het achtste jaar van de regering van koning Xiang werd Houyi vermoord door Han Zhuo. In het 27e jaar van zijn regering werd koning Xiang na een slag aan de Wei He-rivier verdreven door Han Zhuo, die vervolgens de macht overnam. Hij gaf zijn beide zoons, Han Jiao (寒澆) and Han Yi (寒殪) opdracht Xiang te doden. Dit lukte een jaar later. Onduidelijk is of Xiang werd gedood of zelfmoord pleegde. Koningin Min, de vrouw van Xiang, wist te ontkomen terwijl zij in verwachting was. Zij vluchtte naar het gebied van haar clan, Youren, waar ze haar zoon, Shao Kang, ter wereld bracht. Toen die volwassen was trok hij ten strijde tegen Han Zhuo en zijn beide zoons. In een veldslag bij Anyi (安邑, tegenwoordig Xiaxian 夏縣 in de huidige provincie Shanxi) werden ze alle drie gedood. Daarop kon Shao Kang de Xia-dynastie herstellen.